# 石塚政寿
石塚 政寿（いしづか せいじゅ、1915年3月14日 - 1987年5月2日)は、日本の地方政治家。東京都東久留米市長（1期）。

## 来歴
久留米農業公民学校卒。東久留米市議会議員を経て、1975年に当時の市長だった藤井顕孝が汚職のため辞任すると、東久留米市長選挙に立候補して当選した。
就任後にまず取り組んだのはオイルショックによる税収減での財政再建だった。そのため市役所内部の機構改革などを行った。また、市の長期総合計画第二期実施計画を策定した。
在任中に東久留米消防署の新庁舎が完成した。しかし、1978年10月、水道工事をめぐる汚職事件で引責辞任。2代続けての汚職による辞任となった。
1987年に死去。72歳。